# Saison 1 de The Neighbors
Chronologie
Saison 2 de The Neighbors
Cet article présente le guide des épisodes de la première saison de la série télévisée américaine The Neighbors.

## Généralités
- Cette saison est composée de 22 épisodes[1].
- Elle est diffusée depuis le 26 septembre 2012 sur le réseau ABC.
- Au Canada, elle a été diffusée le samedi suivant à 22 h sur le réseau CTV, puis à partir du 14 novembre, en simultané sur CTV Two.
- Le 4 décembre 2012, ABC a annoncé que la série diffusera les 12 épisodes restants en rafale du 9 janvier au 27 mars 2013[2].
- Elle est inédite dans les pays francophones.

### Synopsis
Une famille ordinaire, les Weaver, déménagent dans la communauté "Hidden Hills" au New Jersey. Ils découvrent que les résidents proviennent d'une autre planète, Zabvron.

## Distribution de la saison

### Acteurs principaux
- Jami Gertz : Debbie Weaver
- Lenny Venito : Marty Weaver
- Simon Templeman : Larry Bird, leader des aliens
- Toks Olagundoye : Jackie Joyner-Kersee
- Max Charles (en) : Max Weaver (9 ans)
- Isabella Cramp : Abby Weaver (7 ans)
- Clara Mamet : Amber Weaver (16 ans)
- Ian Patrick : Dick Butkus
- Tim Jo : Reggie Jackson

### Acteurs récurrents et invités
- Katherine Tokarz : Mary Lou Retton[3] (5 épisodes)
- Stacy Keach : Dominick, père de Marty[4] (épisodes 8 et 18)
- Michael Bay : lui-même[5] (épisode 16)
- Sandra Bernhard : Ms. Porsche[6] (épisode 19)
- Bethenny Frankel (en) : Jill[7] (épisode 21)
- George Takei : père de Larry Bird[8] (épisode 22)
- Mark Hamill : Commandant Bill[9] (épisode 22)

## Épisodes

### Épisode 1:Nouvelle maison, nouveaux voisins
- États-Unis : 26 septembre 2012 sur ABC[10]
- Canada : 29 septembre 2012 sur CTV[11]
- France : 26 octobre 2013 sur Comédie+[12]
- Québec : 3 février 2014 sur Ztélé

- États-Unis : 9,22 millions de téléspectateurs[13]

- Mitch Rouse (the real estate agent)
- Bruce Green (the angry man)
- Mary K. Devault (the angry woman)
- Doug Jones (the alien)

### Épisode 2:Voyage au centre commercial
- États-Unis : 3 octobre 2012 sur ABC
- Canada : 6 octobre 2012 sur CTV
- France : 26 octobre 2013 sur Comédie+
- Québec : 3 février 2014 sur Ztélé

- États-Unis : 6,32 millions de téléspectateurs[14] (première diffusion)

- Doug Jones (Dominique Wilkens)
- Katherine Tokarz (Mary Lou Retton)
- Patrick O'Sullivan (Johnny Unitas)

### Épisode 3:Petite soirée entre humains
- États-Unis : 10 octobre 2012 sur ABC
- Canada : 13 octobre 2012 sur CTV
- France : 26 octobre 2013 sur Comédie+

Isaac Aptaker et Elizabeth Berger
- Québec : 10 février 2014 sur Ztélé

- États-Unis : 6,39 millions de téléspectateurs[15] (première diffusion)

- Doug Jones (Dominique Wilkins)
- Katherine Tokarz (Mary Lou Retton)
- Alden Ray (Kareem Abdul-Jabbar)
- Amy Farrington (Tracy)
- Leslie Grossman (Liz)

### Épisode 4:La rentrée des classes
- États-Unis : 17 octobre 2012 sur ABC
- Canada : 20 octobre 2012 sur CTV
- France : 26 octobre 2013 sur Comédie+
- Québec : 10 février 2014 sur Ztélé

- États-Unis : 6,53 millions de téléspectateurs[16] (première diffusion)

- Meagan Fay (the principal)
- Alden Ray (Kareem Abdul-Jabbar)
- Katherine Tokarz (Mary Lou Retton)
- Patrick O'Sullivan (Johnny Unitas)

### Épisode 5:Halloween-ween
- États-Unis : 24 octobre 2012 sur ABC
- Canada : 27 octobre 2012 sur CTV
- France : 26 octobre 2013 sur Comédie+
- Québec : 17 février 2014 sur Ztélé

- États-Unis : 6,96 millions de téléspectateurs[17] (première diffusion)

- Patrick O'Sullivan (Johnny Unitas)
- Katherine Tokarz (Mary Lou Retton)
- Caitlin Carmichael (Emma)
- Grant Harvey (Jeremy)
- Madison West Gill (Madison)

### Épisode 6:La course à la perfection
- États-Unis : 31 octobre 2012 sur ABC
- Canada : 3 novembre 2012 sur CTV
- France : 26 octobre 2013 sur Comédie+
- Québec : 17 février 2014 sur Ztélé

- États-Unis : 5,78 millions de téléspectateurs[18] (première diffusion)

- Maribeth Monroe (Rebecca Hill)

### Épisode 7:La saison des amours
- États-Unis : 7 novembre 2012 sur ABC
- Canada : 21 novembre 2012 sur CTV Two[19]
- France : 2 novembre 2013 sur Comédie+
- Québec : 24 février 2014 sur Ztélé

- États-Unis : 6,87 millions de téléspectateurs[20] (première diffusion)

- Grant Harvey (Jeremy)

### Épisode 8:Thanksgiving à la mode bird-kersee
- États-Unis /  Canada : 14 novembre 2012 sur ABC / CTV Two[21]
- France : 2 novembre 2013 sur Comédie+
- Québec : 24 février 2014 sur Ztélé

- États-Unis : 6,82 millions de téléspectateurs[22] (première diffusion)

- Stacy Keach (Dominick)
- Debra Mooney (Theresa)
- Carla Renata (Serena Williams)
- Leslie Jordan (Venus Williams)
- Billy Malone (Greg Louganis)

### Épisode 9:La magie de noël... ou pas
- États-Unis /  Canada : 5 décembre 2012 sur ABC / CTV Two
- France : 2 novembre 2013 sur Comédie+
- Québec : 3 mars 2014 sur Ztélé

- États-Unis : 6,42 millions de téléspectateurs[23] (première diffusion)

### Épisode 10:Le défunt jardinier
- États-Unis /  Canada : 12 décembre 2012 sur ABC / CTV Two
- France : 2 novembre 2013 sur Comédie+
- Québec : 3 mars 2014 sur Ztélé

- États-Unis : 5,40 millions de téléspectateurs[24] (première diffusion)

- Bert Rosario (Juan)
- David St. James (the minister)
- Kiersten Lyons (Billie Jean King)
- Laura Dash (the man/woman alien)
- Nick Eldredge (the high pants alien)
- Karan Soni (the Indian alien)

### Épisode 11:Le petit bonhomme de pain d'épices
- États-Unis /  Canada : 9 janvier 2013 sur ABC / CTV Two
- France : 2 novembre 2013 sur Comédie+
- Québec : 10 mars 2014 sur Ztélé

- États-Unis : 6,65 millions de téléspectateurs[25] (première diffusion)

- Nora Dunn (Linda)
- Kerry Carney (Elizabeth)
- Samuel Caruana (Carl)

### Épisode 12:Mise en quarantaine
- États-Unis /  Canada : 16 janvier 2013 sur ABC / CTV Two
- France : 2 novembre 2013 sur Comédie+
- Québec : 10 mars 2014 sur Comédie+

- États-Unis : 6,09 millions de téléspectateurs [26] (première diffusion)

- Richard Riehle (Janitor Raymond)
- Doug Jones (Dominique Wilkins)
- Kiersten Lyons (Billie Jean King)

### Épisode 13: Le bal du lycée
- États-Unis /  Canada : 23 janvier 2013 sur ABC / CTV Two
- France : 9 novembre 2013 sur Comédie+
- Québec : 17 mars 2014 sur Ztélé

- États-Unis : 6,42 millions de téléspectateurs[27] (première diffusion)

- Lora Plattner (Giselle)
- Grant Harvey (Jeremy)
- Skyler Vallo (Cheerleader)
- Justene Alpert (Impressed Girl)
- Judd Nelson (Jim)

### Épisode 14:Le country club
- États-Unis /  Canada : 30 janvier 2013 sur ABC / CTV Two
- France : 9 novembre 2013 sur Comédie+
- Québec : 17 mars 2014 sur Ztélé

- États-Unis : 5,27 millions de téléspectateurs[28] (première diffusion)

- Patrick Cassidy (Mr. Easterling)
- Joshua Guerrero (Latin Boy)
- Christine Kellogg-Darrin (Club Member)
- Connor Rosen (the Redhead Kid)

### Épisode 15:Les bons conseils de Debbie
- États-Unis /  Canada : 6 février 2013 sur ABC / CTV Two
- France : 9 novembre 2013 sur Comédie+
- Québec : 24 mars 2014 sur Ztélé

- États-Unis : 6,04 millions de téléspectateurs[29] (première diffusion)

- Lora Plattner (Giselle)
- Grant Harvey (Jeremy)
- Dean Cameron (Luke)
- Kamala Jones (Nikola)

### Épisode 16:La métamorphose
- États-Unis /  Canada : 13 février 2013 sur ABC / CTV Two
- France : 9 novembre 2013 sur Comédie+
- Québec : 24 mars 2014 sur Ztélé

- États-Unis : 5,89 millions de téléspectateurs[30] (première diffusion)

- Michael Bay (lui-même)
- Alonzo Bodden (the bouncer)
- Bradley Hasemeyer (Robert)
- Stephen Guarino (Chad)
- Tim Bader (Nick)
- Madison Shockley (Tanner)
- Jay Huguley (Paul)
- Ashley Olds (the hot girl)

### Épisode 17:Larry Bird fait son cinéma
- États-Unis /  Canada : 20 février 2013 sur ABC / CTV Two
- France : 9 novembre 2013 sur Comédie+
- Québec : 31 mars 2014 sur Ztélé

- États-Unis : 6,34 millions de téléspectateurs[31] (première diffusion)

- Karan Soni (Indian alien)
- Patrick O'Sullivan (Johnny Unitas)
- Nick Eldredge (high pants alien)
- Christian Gehring (bully)
- Elizabeth Tripp (type-A third grader)
- Joseph Buttler (moderator)

### Épisode 18:Un homme viril
- États-Unis /  Canada : 27 février 2013 sur ABC / CTV Two
- France : 16 novembre 2013 sur Comédie+
- Québec : 31 mars 2014 sur Ztélé

- États-Unis : 6,01 millions de téléspectateurs[32] (première diffusion)

- Stacy Keach (Dominick)
- Dustin Fasching (young Dominick)
- Cade Sutton (little Marty)

### Épisode 19:Le permis de conduire
- États-Unis /  Canada : 6 mars 2013 sur ABC / CTV Two
- France : 16 novembre 2013 sur Comédie+
- Québec : 7 avril 2014 sur Ztélé

- États-Unis : 5,74 millions de téléspectateurs[33] (première diffusion)

- Sandra Bernhard (Ms. Porsche)
- Doug Jones (Dominique Wilkins)
- Katherine Tokarz (Mary Lou Retton)
- Alden Ray (Kareem Abdul-Jabbar)
- Kevin High (the DMV tester)

### Épisode 20:Tous en chœur!
- États-Unis /  Canada : 13 mars 2013 sur ABC / CTV Two
- France : 16 novembre 2013 sur Comédie+
- Québec : 7 avril 2014 sur Ztélé

- États-Unis : 4,72 millions de téléspectateurs[34] (première diffusion)

- Doug Jones (Dominique Wilkins)
- Katherine Tokarz (Mary Lou Retton)
- Patrick O'Sullivan (Johnny Unitas)
- Alden Ray (Kareem Abdul-Jabbar)
- Kiersten Lyons (Billie Jean King)
- Caitlin Thompson (reporter)
- Nick Eldredge (high pants alien)
- Tristen Winger (clown)

### Épisode 21:Un sac de nœuds
- États-Unis /  Canada : 20 mars 2013 sur ABC / CTV Two
- France : 16 novembre 2013 sur Comédie+
- Québec : 14 avril 2014 sur Ztélé

- États-Unis : 4,76 millions de téléspectateurs[35] (première diffusion)

- Bethenny Frankel (en) (Jill)
- Grant Harvey (Jeremy)
- Lora Plattner (Giselle)
- Marlow Peyton (Tanner)
- Isabella Niems (Kat)

### Épisode 22:Le début de la fin
- États-Unis : 27 mars 2013 sur ABC
- Canada : 3 avril 2013 sur CTV Two
- France : 16 novembre 2013 sur Comédie+
- Québec : 14 avril 2014 sur Ztélé

- États-Unis : 5,52 millions de téléspectateurs[36] (première diffusion)

- George Takei (Grandfather)
- Mark Hamill (Commandant Bill)
- Lora Plattner (Giselle)
- Holly Walker (the dealer)
- Sarah Baldwin (Beth)
- Porter Kelly (Lisa)

## Audiences aux États-Unis
| N° d'épisode | Titre original                                          | Titre français                     | Chaîne | Date de diffusion originale | USA (en millions de téléspectateurs) | Pdm sur les 18/49 ans |
| ------------ | ------------------------------------------------------- | ---------------------------------- | ------ | --------------------------- | ------------------------------------ | --------------------- |
| 1            | Pilot                                                   | Nouvelle maison, nouveaux voisins  | ABC    | 26 septembre 2012           | 9.22                                 | 3.2                   |
| 2            | Journey to the Center of the Mall                       | Voyage au centre commercial        | ABC    | 3 octobre 2012              | 6.32                                 | 1.9                   |
| 3            | Things Just Got Real                                    | Petite soirée entre humains        | ABC    | 10 octobre 2012             | 6.39                                 | 2.0                   |
| 4            | Bathroom Etiquette                                      | La rentrée des classes             | ABC    | 17 octobre 2012             | 6.53                                 | 1.9                   |
| 5            | Halloween-ween                                          | Halloween-ween                     | ABC    | 24 octobre 2012             | 6.96                                 | 2.0                   |
| 6            | Larry Bird and the Iron Throne                          | La course à la perfection          | ABC    | 31 octobre 2012             | 5.78                                 | 1.9                   |
| 7            | 50 Shades of Green                                      | La saison des amours               | ABC    | 7 novembre 2012             | 6.87                                 | 2.1                   |
| 8            | Thanksgiving is for the Bird-Kersees                    | Thanksgiving à la mode bird-kersee | ABC    | 14 novembre 2012            | 6.82                                 | 1.9                   |
| 9            | Merry Crap-Mas                                          | La magie de noël... ou pas         | ABC    | 5 décembre 2012             | 6.42                                 | 1.9                   |
| 10           | Juan of the Dead                                        | Le défunt jardinier                | ABC    | 12 décembre 2012            | 5.40                                 | 1.6                   |
| 11           | The Gingerbread Man                                     | Le petit bonhomme de pain d'épices | ABC    | 9 janvier 2013              | 6.65                                 | 2.1                   |
| 12           | Cold War                                                | Mise en quarantaine                | ABC    | 16 janvier 2013             | 6.09                                 | 1.8                   |
| 13           | Dream Weavers                                           | Le bal du lycée                    | ABC    | 23 janvier 2013             | 6.42                                 | 2.0                   |
| 14           | The Back Nine                                           | Le country club                    | ABC    | 30 janvier 2013             | 5.27                                 | 1.6                   |
| 15           | Space Invaders                                          | Les bons conseils de Debbie        | ABC    | 6 février 2013              | 6.04                                 | 1.7                   |
| 16           | Mother Clubbers                                         | La métamorphose                    | ABC    | 13 février 2013             | 5.89                                 | 1.7                   |
| 17           | Larry Bird Presents an Oscar-Winning Film by Larry Bird | Larry Bird fait son cinéma         | ABC    | 20 février 2013             | 6.34                                 | 1.9                   |
| 18           | Camping                                                 | Un homme viril                     | ABC    | 27 février 2013             | 6.01                                 | 1.7                   |
| 19           | I Believe I Can Drive                                   | Le permis de conduire              | ABC    | 6 mars 2013                 | 5.74                                 | 1.7                   |
| 20           | Mo Purses Mo Money Mo Problems                          | Tous en chœur !                    | ABC    | 13 mars 2013                | 4.72                                 | 1.4                   |
| 21           | I Believe I Can Drive                                   | Un sac de nœuds                    | ABC    | 20 mars 2013                | 4.76                                 | 1.4                   |
| 22           | It Has Begun...                                         | Le début de la fin                 | ABC    | 27 mars 2013                | 5.52                                 | 1.5                   |